# K・元美津
K・元美津（ケー もとみつ、本名：本水克世、1935年4月21日 - 1996年9月27日）は、日本の漫画家、編集者、漫画原作者。京都府出身。別ペンネームに京一也。

## 略歴
1935年4月21日、京都府に生まれる。幼少時に西陣の図案家だった父親を交通事故で亡くす。
1950年、京都市立二条中学校に進学。同級生だった山森ススムと共に漫画を描き始める。五色豆で有名な老舗の和菓子屋「豆政」で働きながら貸本出版社に漫画を持ち込む。
1957年、セントラル文庫より「彼奴らを逃がすな」で貸本漫画デビュー。その後、劇画短編誌『影』（日の丸文庫）の常連漫画家になる。1959年には劇画工房の旗揚げにも京都に在住しながら参加する。
1966年、『影』の一般書店流通向け後継誌として創刊された『ハイコミックス』『劇画マガジン』（共に日の丸文庫）の編集長に就任。
日の丸文庫が漫画出版を廃業した1960年代末に上京し、さいとう・たかをが設立したさいとう・プロダクションに所属。脚本家として映画『ゴルゴ13』等のシナリオを手がけた。

## 作品
男の勝負 岬敬太郎シリーズ